# Węgielin
Węgielin – przysiółek wsi Jakubowo Lubińskie w Polsce, położony w województwie dolnośląskim, w powiecie polkowickim, w gminie Przemków.
W latach 1975–1998 przysiółek administracyjnie należał do województwa legnickiego.
W 1295 w kronice łacińskiej Liber fundationis episcopatus Vratislaviensis (pol. „Księdze uposażeń biskupstwa wrocławskiego”)  wymieniony jest jako Wenglin.